# Центросиметрична матриця
Центросиметрична матриця — матриця, у якої елементи, що симетричні відносно центру матриці, рівні.

Однакові елементи позначені однаковим кольором для 5 × 5 матриці

## Формальне означення
Матриця {\displaystyle A=(a_{ij})} розміру m × n є персиметричною, якщо: 
{\displaystyle a_{ij}=a_{m-i+1,\,n-j+1}}